# Salix turanica
Salix turanica là một loài thực vật có hoa trong họ Liễu. Loài này được Nasarow miêu tả khoa học đầu tiên năm 1936.